# سرطوف كت (بهمئي غرمسيري الجنوبي)
سرطوف کت (بالفارسية: سرطوف کت) هي قرية تقع في إيران في قسم بهمئي غرمسیري الجنوبي الريفي. يقدر عدد سكانها بـ 69 نسمة بحسب إحصاء 2016.